# ILife A8
iLife A8 (также известный в Китае как iLife X660) — робот-пылесос, выпускаемый китайской компанией Shenzhen iLife Technologies Co. Ltd. Представлен в январе 2018 года на выставке CES 2018 в Лас-Вегасе.

## Описание
Устройство имеет корпус круглой формы диаметром 310 мм и высотой 72 мм, изготовленный из чёрного пластика — верхняя часть из блестящего, с серебристым ободком, нижняя — из матового. Тёмный цвет пылесоса может затруднить его поиск, если он по какой-либо причине потеряется, тёмный робопылесос к тому же сложнее заметить боковым зрением и проще случайно наступить на него.
В верхней части корпуса расположены дисплей, индикатор и кнопки управления. О своём текущем состоянии пылесос оповещает с помощью индикатора на верхней крышке, который светится, мигает зелёным, оранжевым или красным, и неотключаемых коротких звуковых сигналов и малоразборчивых сообщений на английском языке. Индикатор не ярок и сложноразличим на фоне серебристого декора. Пылесос снабжён небольшим инфракрасным пультом дистанционного управления.
В нижней части — под днищем устройства, находятся 2 ведущих колеса, датчик перепада высот (необходимый для предотвращения падения с лестницы) и ведомое колесо-ролик контрастного цвета (чёрный с белым). Сделано это для того, чтобы с помощью оптического датчика, расположенного под этим роликом, мог определять, движется ли он или встал на месте — последнее означает, что робот застрял под препятствием; в этом случае он отключается и подаёт аварийный сигнал.
Пылесос не обладает функцией влажной уборки. Использует систему построения карты, что, позволяет ему обходить помещение по наиболее эффективному маршруту. Для этого на верхней крышке робопылесоса присутствует видеокамера, которая, впрочем, не является единственным навигационным прибором, робот сохраняет ориентацию даже в полной темноте.
По результатам тестов iXBT робопылесос убирает быстро, но, однако, не слишком качественно, достигая относительной чистоты только с третьего прохода. Робот объезжает высокие, хорошо отражающие ИК-лучи препятствия, оставляя непосредственно вокруг них немного мусора, к низким и наклонным препятствиям, вроде плинтуса, или имеющим цвет в инфракрасном освещении он подъезжает вплотную, вплоть до срабатывания механического датчика в бампере.
Пылесборник пылесоса выполнен из полупрозрачного пластика, что, однако не даёт особых преимуществ, поскольку взглянуть на него можно только перевернув устройство, или вынув его полностью, что можно сделать нажав на фиксатор сзади устройства. Отсек для мусора относительно узкий, что затрудняет его чистку, передняя перегородка на его откидывающейся части не исключает просыпание мусора из закрытого пылесборника, ограничивает его полезную ёмкость. Для полной очистки пылесборника нужно открыть его верхнюю крышку и вынуть сначала складчатый фильтр тонкой очистки, а затем поролоновый фильтр и сетчатый фильтр грубой очистки. К преимуществам пылесборника можно отнести отсутствие на нём каких-либо вентиляторов, что позволяет мыть его (за исключением фильтра тонкой очистки).

## Технические характеристики
- Датчики: противоударные, предотвращения падений, панорамная камера
- Навигация: система PanoView (360-градусное сканирование пространства дальностью до 12 м с точностью до 2 мм), графический алгоритм CV-SLAM
- Управление: кнопка на корпусе, пульт д/у
- Инструменты очистки: насос, основная роторная щётка, две вспомогательные метущие щётки
- Процессоры: Allwinner R16 (4 ядра ARM Cortex-A7), STMicroelectronics STM32F091VCT6 (1 ядро ARM Cortex-M0)
- Дисплей: нет
- Голосовой ассистент: да (английский язык)
- Аккумулятор: 2600 мАч, несъёмный
- Автоподзарядка: да
- Габариты: диаметр — 310 мм, высота — 72 мм
- Вес: 2,75 кг